# Kostel Val-de-Grâce
Kostel Val-de-Grâce je římskokatolický vojenský kostel v 5. obvodu v Paříži, na náměstí Place Alphonse Laveran. Kostel zasvěcený narození Ježíše Krista a jeho matce Panně Marii od 19. století slouží Francouzské armádě. Původně byl klášterním kostelem královského opatství benediktinek Val-de-Grâce. V budovách bývalého opatství se dnes nachází Muzeum vojenského zdravotnictví, Ústřední knihovna vojenské zdravotnické služby a Vojenská zdravotnické škola. Kostel je otevřen veřejnosti stejně jako muzeum, přes něž se do něj vstupuje. V kostele probíhají pravidelně koncerty klasické hudby.

## Historie
Ženský klášter benediktinek založila v roce 1621 královna Anna Rakouská v období protireformace na počest narození svého syna Ludvíka XIV., následníka francouzského trůnu. 
Základní kámen kláštera byl položen 3. července 1624 na pozemku darovaném králem, výstavba pokračovala pozvolna do roku 1643. V roce 1645 Anna Rakouská jako regentka zakoupila palác sousedící s klášterem a pověřila architekta Françoise Mansarta vybudováním nového kostela na jeho místě. Kostel byl dokončen roku 1667 a v jeho stavbě pokračovali architekti Jacques Lemercier, Pierre Le Muet a Gabriel Leduc.
Za Velké francouzské revoluce byl klášter zrušen a dekretem z 31. července 1793 přeměněn na vojenskou nemocnici. Tím byly stavby zachráněny před demolicí.

## Architektura
Kostel má půdorys latinského kříže a je zakončen mohutnou kupolí.
Původní Mansartův projekt počítal s věžemi lemujícími hlavní loď a předsunutým portálem, což vyvolávalo více dojem hradu než tradičního kostela. Dvoupodlažní fasáda má dvě oddělené úrovně sloupů nesoucích trojúhelníkový fronton. François Mansart umístil na fasádu čtveřice korintských sloupů. Čtyři sloupy jsou předsunuté a podpírají fronton, čtyři jsou v pozadí a tvoří nosné základy dalšího patra.
Barokní kupole vyzdobená roku 1663 Pierrem Mignardem (1612-1695) a baldachýn v interiéru jsou inspirovány bazilikou svatého Petra v Římě.
Dedikační nápis na frontonu IESU NASCENTI VIRGINIQ(UE) MATRI označuje, že kostel je zasvěcen narození Ježíše Krista a jeho matce Panně Marii, což odkazuje na narození dauphina (budoucího Ludvíka XIV.) v roce 1638 a jeho matku Annu Rakouskou.
Varhany z roku 1853 vytvořil Aristide Cavaillé-Coll.